# Koninklijke Van Leeuwen Buizen Groep
De Koninklijke Van Leeuwen Buizen Groep is een Nederlands familiebedrijf en voorraadhoudende industriële handelsonderneming in stalen buizen, buiscomponenten en afsluiters.

## Geschiedenis
De Van Leeuwen Buizen Groep werd in 1924 door Piet van Leeuwen Jr. opgericht in Zwijndrecht. Vlak na de Tweede Wereldoorlog werd het bedrijf ook in het buitenland actief. In 1947 opende Van Leeuwen een vestiging in Brussel, België. Na 1950 volgden andere Europese locaties in Frankrijk, Engeland en Duitsland. In de zeventiger en tachtiger jaren sloeg het bedrijf zijn vleugels nog verder uit. De activiteiten van de buizenhandel breidden zich uit naar Noord-Amerika, Azië en Australië. Later volgde expansie in het Midden-Oosten, China en Centraal-Europa.
Door autonome groei en strategische overnames heeft de Van Leeuwen Buizen Groep zijn huidige omvang bereikt, met tientallen vestigingen verdeeld over vele landen op vijf continenten.

## Bedrijfsactiviteiten
Het bedrijf is uitgegroeid tot een wereldwijde handelsonderneming in stalen buizen, componenten en afsluiters. Het bedrijf levert haar producten en diensten aan bedrijven uit diverse industriële sectoren, zoals agro, bouw en infrastructuur, chemie, energie, machinebouw, petrochemie, transportmiddelen, voedingsmiddelen, woning- en projectinrichting.
Nederland is een bescheiden afzetmarkt en vertegenwoordigde in 2022 iets meer dan 10% van de omzet. Overig Europa is veruit het belangrijkst met een omzetaandeel van meer dan 70%. De rest van de wereld droeg minder dan 20% bij aan de omzet.

### Internationaal
In 2022 zijn er circa 70 vestigingen in 33 landen actief. Er werken in totaal wereldwijd ruim 2400 mensen. Er wordt gewerkt vanuit verkoopkantoren, voorraadhoudende vestigingen, joint ventures en met behulp van agenten. Het merendeel van de voorraadhoudende vestigingen heeft voorraden uiteenlopend van koolstof- en gelegeerd staal tot roestvast staal.

#### Overname Benteler Distribution
Medio 2019 tekende Van Leeuwen Buizen Groep een overeenkomst voor de overname van Benteler Distribution (BD), een divisie van het Duitse bedrijf Benteler International AG met een jaaromzet van zo'n 750 miljoen euro in 2018. Met deze overname krijgt Van Leeuwen toegang tot nieuwe markten in Europa en versterkt daarmee haar positie. BD levert een breed pallet van koolstof- en roestvaststalen buizen en diensten aan klanten in de machinebouw, automobielindustrie, de energiesector, de bouw en scheepsbouw. Eind november 2019 werd deze overname afgerond.

#### Koninklijk predicaat
De Van Leeuwen Buizen Groep vierde in 2024 haar 100-jarig jubileum. Ter erkenning van deze mijlpaal heeft Zijne Majesteit Koning Willem-Alexander, Koning der Nederlanden, het bedrijf het predicaat 'Koninklijk' verleend.